# Kevin Seddiki
Kevin Seddiki (* 10. Dezember 1981 in Clermont-Ferrand) ist ein französischer Gitarrist, Perkussionist und Komponist.

## Wirken
Seddiki begann mit 8 Jahren, Gitarre zu spielen. Er konzentrierte sich zunächst auf die klassische Gitarre bei J.P. Billet in seiner Geburtsstadt. Als Jugendlicher betrieb er aber auch eine Rockband, in der er Bassgitarre spielte. Er studierte klassische Gitarre am Konservatorium in Strasbourg bei Pablo Márquez; dort studierte er nicht nur klassische und zeitgenössische Musik, sondern trat auch in die Jazz-Abteilung des Konservatoriums ein.
Seddiki studierte und spielte mit dem Bandoneonspieler Dino Saluzzi. Dann traf er auf das Chemirani Trio und nahm Unterricht auf der Zarb bei Keyvan Chemirani. 2010 holte ihn der Gitarrist Al Di Meola für vier Jahre in seine Band World Sinfonia; dabei kam es auch zu Konzerten mit Gonzalo Rubalcaba. Daneben spielte er in der Weltmusik-Gruppe Oneira, die zwei Alben vorlegte.
2012 veröffentlichte er sein Debütablum il Sentiero mit Paolo Pandolfo (Gambe), Olivier Ker Ourio (Mundharmonika), Bijan Chemirani (Perkussion) und Maria Simoglou (Gesang). Mit Bijan Chemirani spielte er im Folgejahr das Duo-Album Imaginarium für Harmonia Mundi ein. Auch tourte er mit Lucilla Galeazzi, Régis Gizavo, Philip Catherine, Michel Legrand, Jean-Louis Matinier, Quatour Voce und Philippe Jaroussky. Mit Maria Simoglou und Iacob Maciuca entstand 2017 das Album Kymata. Im Mai 2020 erschien bei ECM Records das im Duo mit Matinier entstandene Album Rivages.
Seddiki komponiert für unterschiedliche Besetzungen: Das Streichquartett Quatour Voce spielte 2018 zwei seiner Werke für das Album Itinéraire ein; seine Stücke werden auch von Lionel Suarez, Yasmine Hamdan oder Thibault Cauvin/Erik Truffaz interpretiert. Im April 2009 gewann er in Dresden den Europäischen Gitarrenpreis.